# Congress of South African Trade Unions
Le Congress of South African Trade Unions (COSATU, en français « Congrès des syndicats sud-africains ») est fondé en 1985 à la suite de pourparlers entre différents syndicats et fédérations de travailleurs d'Afrique du Sud. Depuis 2012, le COSATU a voté lors d'un congrès son affiliation à la Fédération syndicale mondiale, suivant l'exemple de nombreuses fédérations (métallurgie, industrie chimique) s'étant affiliées à la Fédération syndicale mondiale en dénonçant le manque de combativité de la CSI et son absence de perspective de classe. À ce jour, le COSATU a néanmoins maintenu en parallèle son affiliation à la Confédération syndicale internationale. Au début, il ne représentait qu'un demi-million de travailleurs venant de 33 unions, mais il a eu une forte croissance pour atteindre 1.8 million de travailleurs.
Le COSATU a joué un rôle majeur dans la lutte contre l'apartheid, organisant une série de grèves très efficaces à travers le pays.
Un ouvrage d'autorité fut publié par ce mouvement : Striking Back.
Ce mouvement syndical émanait du peuple et avait une réelle base démocratique. 
Les années 1990, marquées par la fin de l'apartheid, furent également témoin du ralentissement du mouvement.
L'ANC, parti dominant (et de plus en plus fort), n'a rien fait non plus pour le soutenir car il représentait un rival puissant.[réf. nécessaire]